# William John Mitchell
William John Mitchell (William J. Mitchell; * 21. November 1906 in New York; † 17. August 1971 in Binghampton) war ein US-amerikanischer Musikwissenschaftler.

## Leben und Werk
William John Mitchell studierte von 1925 bis 1930 an der Columbia University. Von 1925 bis 1929 besuchte er auch das Institute of Musical Art und ging zu weiteren Studien von 1930 bis 1932 nach Wien.
An der Columbia University wurde Mitchell 1932 Instructor, 1941 Assistant Professor, 1947 Associate Professor und 1952 Professor. Von 1962 bis 1967 war William John Mitchell Chairman des Music Department der Columbia University. Von 1957 bis 1968 lehrte er auch am Mannes College, danach an der State University of New York in Binghamton.
Mitchell veröffentlichte unter anderem Elementary Harmony (1939, umgearbeitet 1949), eine englische Übersetzung von Carl Philipp Emanuel Bachs „Versuch über die wahre Art das Clavier zu spielen“ (London und New York 1949) sowie diverse Aufsätze. Mit Felix Salzer gründete er 1967 die Zeitschrift The Music Forum.